# María del Carmen García-Nieto
María del Carmen García-Nieto París (Barcelona, 19 de julio de 1928 - 1 de diciembre de 1997) fue una historiadora española. Comprometida con los movimientos de cristianos de base estuvo afiliada al Partido Comunista y a Iniciativa per Catalunya. Junto a su hermano Joan N.García-Nieto, Alfons Comín y otros activistas cristianos fue cofundadora de Cristianos por el Socialismo. Militante en el movimiento feminista, su trabajo tuvo un papel decisivo en el impulso de los estudios históricos de las mujeres en España y la incorporación de la historia de las mujeres como campo de investigación en la universidad y el mundo académico español. Combinó la investigación y la didáctica. En 1988 impulsó la creación del Instituto de Investigaciones Feministas de la Universidad Complutense de Madrid pionero en investigaciones de género en la universidad española.

## Biografía

### Primeros años
Nació en el seno de una familia burguesa y carlista, fundadora de la Banca Riba y García. Era la mayor de tres hermanos, el segundo de los cuales, Joan N. García-Nieto, jesuita cofundador del movimiento Cristianos por el Socialismo y conocido luchador antifranquista. Su madre murió pronto y ella, la mayor, apoyó a la educación de sus hermanos.
Los escritos sobre su biografía destacan que María del Carmen vivió la fe cristiana desde su nacimiento. Su familia era creyente y su padre, Juan García-Nieto era un conocido dirigente en los movimientos católicos de España sensibilizado por los problemas sociales. Desde esta educación cristiana familiar su fe evolucionó hacia posiciones progresistas con los movimientos de la iglesia más comprometidos.
Estudió en un colegio de religiosas en Barcelona durante la Segunda República. Vivió la guerra civil española en las dos zonas. Celebraba su octavo cumpleaños cuando desde el balcón de su casa presenció la llegada de las Brigadas Internacionales a Barcelona para defender las libertades ante el fascismo, y vivió su salida y la de su familia de la zona republicana hacia la zona franquista.
Su padre Juan García-Nieto fue detenido por los milicianos al inicio de la guerra civil y liberado a los pocos días. La familia se trasladó a San Sebastián donde permaneció durante la contienda.
Estudió Filosofía y Letras en la Universidad de Barcelona y realizó su tesis con Jaume Vicens Vives sobre "La prensa diaria de Barcelona de 1895 a 1900" (1958). También fue discípula de Pierre Vilar, Manuel Tuñón de Lara y Josep Fontana, con quien le unía una gran amistad.

### Profesora en la Universidad Complutense de Madrid
En 1962 empezó a trabajar como profesora ayudante en el Departamento de Historia de la Facultad de Geografía e Historia de la Universidad Complutense de Madrid departamento del que fue adjunta por oposición del departamento de Historia Contemporánea y donde trabajó durante más de treinta años hasta su jubilación. El punto final de su actividad académica como profesora ayudante en el Departamento de Historia de la Facultad de Filosofía y Letras de la Universidad Complutense de Madrid fue el 24 de mayo de 1993 con una lección magistral sobre la historia oral.
También dio clases en la Escuela Popular de Adultos Los Pinos de San Agustín en el barrio madrileño de Palomeras donde se traslada a vivir para estar más cerca e integrarse en sus asociaciones vecinales. Fruto de su experiencia en la escuela pública La palabra de las mujeres. Una propuesta didáctica para hacer história (1931-1990) (1991).
Actuó en la universidad, en los barrios, en el movimiento feminista y donde pudiera contribuir al derrocamiento de la dictadura franquista y la instauración de la democracia.
Colaboró con importantes obras de divulgación universitaria de la historiografía que unía el exilio con los jóvenes historiadores de la oposición al franquismo. Sus estudios se centraron fundamentalmente en la Segunda República Española, la Guerra Civil y el franquismo abordándolos, según quienes han analizado su trabajo, desde una perspectiva "comprensiva y conciliadora".
De su trabajo destaca también su participación como coordinadora de la Historia de España (1991) de Manuel Tuñón de Lara editada por editorial Labor.

### Creación del Instituto de Investigaciones Feministas
En 1983 aglutinó a un grupo de profesoras y alumnas de Tercer Ciclo en Humanidades y Ciencias Sociales para sumar esfuerzos en el ámbito de los estudios feministas. Las primeras reuniones se celebraron en su despacho en la Facultad de Geografía e Historia de la Universidad Complutense de Madrid donde se guardó el primer archivo del instituto.
En enero de 1985 coordinó la organización del seminario Mujeres: ciencia y práctica política germen del actual Instituto de Investigaciones Feministas.
Se la considera junto a Mary Nash, Rosa Capel, Geraldine Scanlon o Ángeles Durán una de las profesoras cuyas actividades ayudan a consolidar la historia de las mujeres como campo de investigación en la universidad y el mundo académico español.
También en la Universidad Complutense de Madrid impulsó la creación del Seminario de Fuentes Orales.

### Regreso a Barcelona
De 1994 a 1996, ya jubilada de la universidad española, fue profesora de la Universidad Centroamericana (UCA) de los jesuitas de El Salvador.
En 1995 se retiró a Barcelona para completar la obra emprendida por su hermano, el jesuita Juan García-Nieto en la Fundación Utopía, creada por él y dedicada al estudio del movimiento obrero de la zona. Terminó con la recogida de testimonios orales de los líderes sindicales de la comarca del Bajo LLobregat. Entre los dos recogieron 64 relatos de vida que tampoco vio publicados a causa de su muerte.
También se implicó en la Coordinadora contra la marginación de Cornellá con la que tuvo su última reunión de trabajo tres semanas antes de su muerte. Murió en Barcelona en diciembre de 1997.

## Honores y distinciones
- El 1 de diciembre de 1998 la Facultad de Geografía e Historia, el Departamento de Historia Contemporánea y el Instituto de Investigaciones Feministas le ridieron un homenaje póstumo en el Salón de Grados de la Facultad de Geografía e Historia.[3]

## Publicaciones
- Guerra Civil española, 1936-1939. (1982) Salvat
- Historia de España, 1808-1978 4 volúmenes. En colaboración con Esperanza Yllán Calderón. Barcelona, Crítica.
- "Unión de Muchachas", un modelo metodológico. En  La mujer en la historia de España (siglos XVI-XX) : actas de las II Jornadas de Investigación Interdisciplinaria. Coordinación Pilar Folguera 1990, 84-7477-022-X, págs. 313-331[7]
- La palabra de las mujeres. Una propuesta didáctica para hacer historia (1931-1990). (1991) Editorial Popular
- Historia de España. (1991) Coordinadora. Editorial Labor
- Cuadernos de Historia Contemporánea  vol. 20 (1998) María del Carmen García-Nieto y Gloria Nielfa pp. 245-256
- Interacción entre pensamiento feminista e historiografía en España 1976-1986. En Mujeres y hombres en la formación del pensamiento occidental. (1989) Actas de las VII Jornadas de Investigación Interdisciplinaria. 2 vols. Madrid, Ediciones de la UAM, vol. 2, pp. 385-399
- Les études féministes à l'Université: besoins et contradictions. Congreso: Concepts et realité des études féministes. Universidad Libre de Bruselas, 1989. Celia Amorós, Pilar Domínguez, Concha Fagoaga, María del Carmen García-Nieto, Gloria Nielfa, Carmen Sarasúa y Mariló Vigil.
- Vías de incorporación del conocimiento sobre las mujeres a los estudios universitarios. Comunicación en el I Encuentro Mujer y Discurso Científico. Universidad de Valencia, 1987. Celia Amorós, Pilar Domínguez, Concha Fagoaga, María del Carmen García-Nieto, Guadalupe Gómez-Ferrer, Gloria Nielfa y Mariló Vigil.